# Georges Arvanitas
Georges Arvanitas (* 13. Juni 1931 in Marseille; † 25. September 2005 in der Region Paris) war ein französischer Jazz-Pianist und Hammond-Orgel-Spieler.

## Biographie
Arvanitas wurde als Sohn griechischer Einwanderer aus Konstantinopel in Marseille geboren. Nach einem klassischen Klavierstudium wandte er sich dem Jazz zu. Arvanitas spielte zunächst in verschiedenen Amateur-Orchestern in der Region um Marseille und begleitete durchreisende amerikanische Musiker wie Don Byas, Buck Clayton oder James Moody.
1952 leistete er seinen Militärdienst bei Versailles ab, was ihm ermöglichte in Pariser Clubs zu spielen. So trat er mit André Persiani und Jean-Claude Naude im «Tabou» auf und wurde schließlich Hauspianist im «Club Saint-Germain», dann im «Blue Note». Er begleitete dort viele Musiker des Hot Jazz, wie Mezz Mezzrow, aber auch Albert Nicholas oder Bill Coleman. Außerdem wurde er als Studiomusiker nachgefragt, begleitete Tino Rossi, Sheila, Claude François, Les Chats Sauvages oder Les Chaussettes Noires und wirkte an der Musik von Roger Vadims Film In Freiheit dressiert (1961) mit.
Von 1964 bis 1965 und noch einmal 1966 ließ Arvanitas sich in New York nieder, wo er u. a. mit Yusef Lateef und Ted Curson arbeitete. Nach Paris zurückgekehrt, spielte er 1966 im «Caméléon», mit dem Bassisten Jacky Samson und dem Schlagzeuger Charles Saudrais. In den nächsten 28 Jahren spielten die drei Musiker zusammen. Außerdem begleitete er Dizzy Gillespie, Cat Anderson, Chet Baker, Bill Coleman, Don Byas, Coleman Hawkins, Buddy Tate, Dexter Gordon, Bud Freeman, James Moody, Ben Webster, Frank Wright, Roland Kirk, Sonny Stitt, Sonny Criss, Pepper Adams, David Murray, Stuff Smith, Barney Kessel, Elek Bacsik, Raymond Guiot und Anita O’Day und nahm zahlreiche Alben unter eigenem Namen auf.
Als Pianist ist Arvanitas stark von Bud Powell beeinflusst, aber er verarbeitete auch die harmonischen Neuerungen eines Bill Evans. Seine perfekten Kenntnisse der Geschichten des «Piano-Jazz» ermöglichten ihm, sich in vielen Stilen zwischen Ragtime und Modern Jazz zu befinden und dennoch seinen persönlichen Ausdruck zu bewahren. Don Byas zählte ihn zu seiner Traum-Rhythmusgruppe.
1960 erhielt Arvanitas den Prix Django Reinhardt.

## Auswahldiskographie
- Georges Arvanitas trio in concert. Futura, 1969.
- Space ballad. 1970.
- Les classiques du jazz. 1970.
- Ambiance Musique Luis Conti. 1971.
- Brigitte Fontaine. 1972.
- Douce ambiance. 1972.
- Porgy and Bess. 1973.
- Live again. Futura, 1973.
- Anniversary. 1976.
- I like it cool. 1976.
- Feeling jazzy. 1977.
- Swing again. 1978.
- The hound of music. 1978.
- Round about midnight. 1985.
- Qu'est-ce qu'on joue ? 1986.
- Quartet. 1987.
- Orgue Hammond. 1988.
- Bird of Paradise. 1988.
- One night for 3 pianos. 1989.
- A alors. 1990.
- Georges Arvanitas plays George Gershwin. 1993.
- Georges Arvanitas plays… Duke Ellington. 1993.
- Live. 1993.
- Rencontre. 1997.
- My Favorite Piano Songs. 1997.
- Little Florence. 2000.